# شین آئوموری
شین آئوموری (انگلیسی: Shin Aomori; ۲۰ اکتبر ۱۹۴۱ – ) صداپیشه، و بازیگر اهل ژاپن بود. وی از سال ۱۹۶۱ میلادی تاکنون مشغول فعالیت بوده‌است.